# Calosoma reitteri
Calosoma (Caminara) reitteri – gatunek chrząszcza z rodziny biegaczowatych, podrodziny Carabinae i plemienia Carabini.
Gatunek ten został opisany w 1896 roku przez Edmunda Reittera jako Calosoma laeviusculum. Nazwa ta została już jednak użyta w 1846 przez Wiktora Moczulskiego, w związku z czym w 1897 roku Hans Roeschke nadał gatunkowi nową nazwę Calosoma reitteri. Holotyp pochodzi z Aszchabadu.
Tęcznik o ciele długości od 26 do 28 mm. Na jego całkiem gładkich pokrywach widoczne są 22 silnie spłaszczone międzyrzędy. Samiec ma nierozszerzone stopy przedniej pary odnóży.
Chrząszcz palearktyczny, wykazany z zachodniego Kazachstanu, Turkmenistanu i południowej części europejskiej Rosji. Występuje w Turanie, Kopet-dag, Tienszanie, górach południowo-wschodniej Azji Środkowej i nad Baskunczakiem.